# Qasim II
Qasim II (Kasim II) fou un kan d'Astracan, que apareix per primer cop el 1532. Era fill de Sayyid Ahmed, generalment identificat amb Sayyid Ahmad II de l'Horda d'Or. A les cròniques russes se l'esmenta com Kasai.
El 1532 va enviar un delegat de nom Zloba al gran príncep de Rússia però poc després els circassians van atacar el kanat, van ocupar Astracan i van fer presoner al kan, matant també a diversos prínceps. Els invasors van posar al tron a Ak Kubek, fill de Murtaza Khan.